# Teratomaia richardsoni
Teratomaia richardsoni is een krabbensoort uit de familie van de Majidae. De wetenschappelijke naam van de soort is voor het eerst geldig gepubliceerd in 1960 door Dell.